# Francesca Ghelfi
Francesca Ghelfi, née le 22 novembre 1996, est une coureuse de fond italienne spécialisée en course en montagne. Elle a remporté la Coupe des nations de la WMRA et a remporté six titres de championne d'Italie.

## Biographie
Francesca et sa sœur Erica se distinguent dans la discipline de course en montagne. Après plusieurs succès régionaux, elles se hissent progressivement sur la scène nationale.
Le 19 mai 2019, les sœurs prennent part au Trophée Nasego qui accueille les championnats d'Italie de course en montagne longue distance. Tandis qu'Erica décroche le titre en terminant troisième de la course, Francesca se classe septième et remporte la médaille de bronze des championnats.
Le 4 octobre 2020, elle s'élance sans Erica sur le Trophée Nasego qui fait à nouveau office de championnats d'Italie de course en montagne longue distance. L'Irlandaise Sarah McCormack s'échappe seule en tête pour filer vers la victoire. Francesca parvient à résister à ses compatriotes et s'assure de la deuxième place. Meilleure Italienne, elle remporte son premier titre national.
Elle remporte de multiples succès durant sa saison 2021. Le 30 mai, elle domine la concurrence nationale lors de la première manche des championnats d'Italie de course en montagne en montée et descente à Roncone, seulement battue par la Kényane Lucy Wambui Murigi. Une semaine après, à Lanzada, elle prend part aux championnats d'Italie de course de relais en montagne avec sa sœur Erica. Elle effectue une excellente course et signe le meilleur temps individuel, battant Lucy Wambui Murigi de près de trente secondes. Les deux sœurs remportent le titre. Le 14 août à Margno, elle domine la seconde manche en montée des championnats d'Italie, menant sa sœur Erica sur le podium. Grâce à ses deux victoires, elle s'adjuge haut la main le titre de championne d'Italie de course en montagne. Le 5 septembre, elle prend à nouveau le départ du Trophée Nasego. Tandis que Grayson Murphy et Andrea Mayr dominent la tête de course, Francesca effectue une excellente fin de course et parvient à doubler la Kényane Joyce Muthoni Njeru pour terminer sur la troisième marche du podium. Meilleure Italienne, elle remporte son second titre de championne d'Italie de course en montagne longue distance. Le 31 octobre, elle prend part à la Coupe des nations de la WMRA à Chiavenna. Voyant d'abord l'Écossaise Scout Adkin et l'Anglaise Kate Maltby mener la première moitié de course, elle les rattrape à mi-parcours, rejointe ensuite par sa compatriote Alice Gaggi. Francesca s'empare des commandes de la course et parvient à creuser l'écart en tête pour s'offrir la victoire. Elle remporte de plus la médaille d'argent au classement par équipes avec Alice Gaggi et Valeria Straneo.
Le 14 mai 2022, elle prend part à la première édition des championnats d'Italie de trail court courus dans le cadre du Tenno Trail. Prenant d'emblée les commandes de la course, elle domine littéralement les débats et s'impose avec huit minutes d'avance sur Alice Gaggi, remportant ainsi le titre.

## Palmarès
| no  | féminin            | Course                               | Longueur | Départ           | Temps           |
| --- | ------------------ | ------------------------------------ | -------- | ---------------- | --------------- |
| 43e | Médaille de bronze | Fletta Trail                         | 21 km    | 2 août 2020      | 1 h 44 min 17 s |
| 49e | Médaille d'argent  | Trophée Nasego                       | 20,6 km  | 4 octobre 2020   | 1 h 53 min 36 s |
| 28e | Médaille de bronze | Fletta Trail                         | 21 km    | 1er août 2021    | 1 h 42 min 35 s |
| 20e | Médaille d'argent  | Mémorial Partigiani Stellina         | 14,4 km  | 29 août 2021     | 1 h 34 min 55 s |
| 25e | Médaille de bronze | Trophée Nasego                       | 20,6 km  | 5 septembre 2021 | 1 h 49 min 53 s |
| 32e | Médaille d'argent  | Kilomètre vertical Chiavenna-Lagùnc  | 3,3 km   | 10 octobre 2021  | 39 min 17 s     |
| 48e | Médaille d'or      | Coupe des nations de la WMRA         | 19 km    | 31 octobre 2021  | 1 h 34 min 1 s  |
| 24e | Médaille d'or      | Championnats d'Italie de trail court | 28 km    | 14 mai 2022      | 2 h 31 min 42 s |
| 34e | Médaille de bronze | Vertical Nasego                      | 4,2 km   | 24 mai 2025      | 40 min 40 s     |
| 51e | Médaille d'argent  | Giir di Mont Uphill                  | 9 km     | 26 juillet 2025  | 47 min 58 s     |

## Records
| Épreuve       | Performance | Date              | Lieu   |
| ------------- | ----------- | ----------------- | ------ |
| 10 kilomètres | 36 min 6 s  | 26 septembre 2021 | Vigone |